# مسجد جامع قیروان

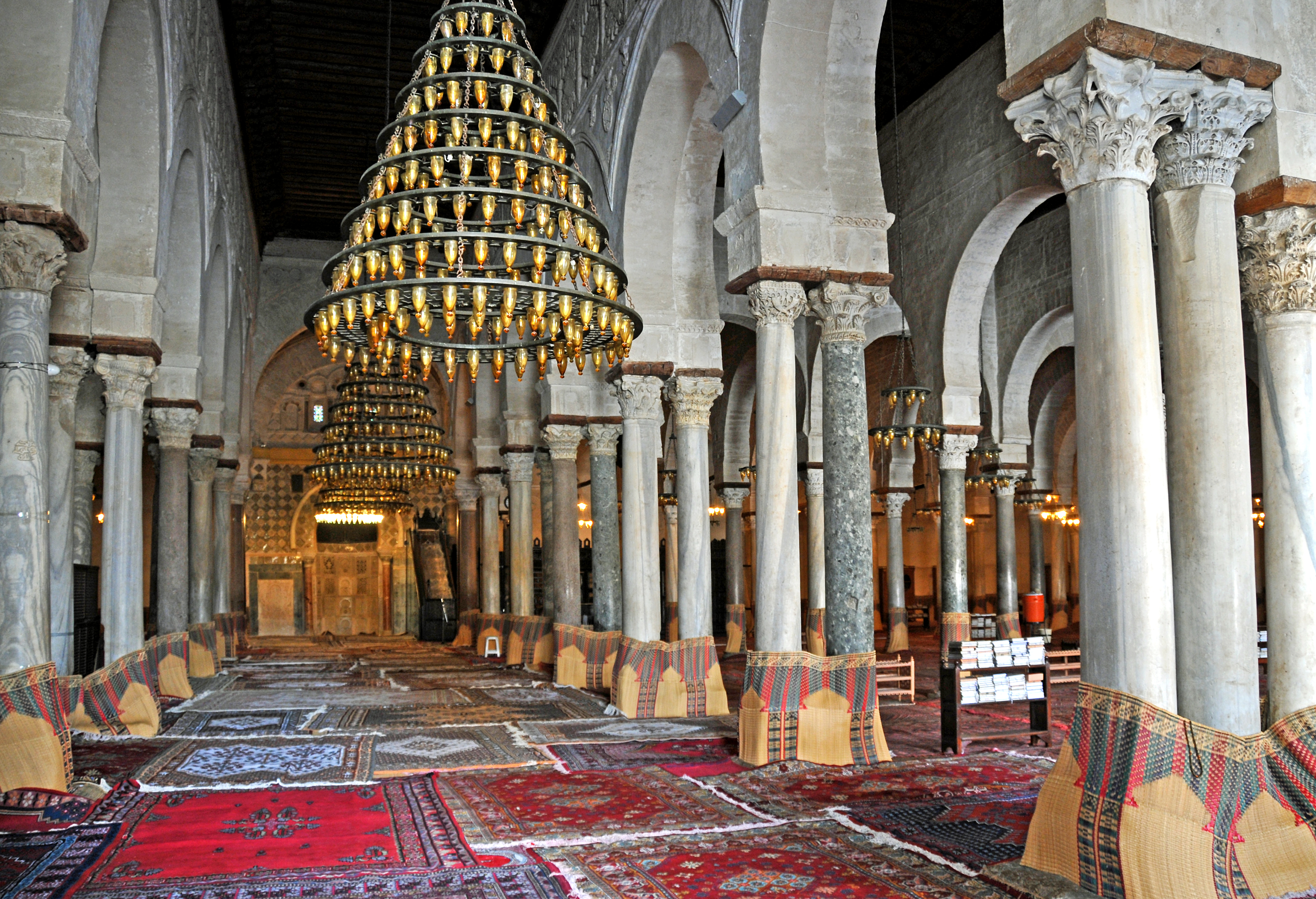
نمای داخلی نمازخانه مسجد عقبه (مسجد جامع قیروان)

مسجد جامع قیروان که با نام مسجد عقبه بن نافع نیز شناخته می‌شود، یکی از بااهمیت‌ترین مسجدهای تونس است که در شهر تاریخی قیروان قرار دارد.
مسجد در سال ۵۰ هجری قمری (۶۷۰ میلادی) توسط عقبه بن نافع در ابتدای تأسیس شهر قیروان در زمینی به مساحت ۹٬۰۰۰ مترمربع ساخته شد و یکی از کهن‌ترین مساجد جهان اسلام و الگویی برای سایر مساجد ساخته شده در مغرب عربی است. مسجد قیروان یکی از تأثیرگذارترین و بزرگ‌ترین یادبودهای اسلامی در شمال آفریقا است. فضای آن شامل یک نمازخانه با ستون‌های موازی، حیاط دارای سنگفرش مرمری و یک گلدستهٔ بزرگ مربعی است.
در دورهٔ اغلبیان کارهای زیادی در توسعهٔ مسجد انجام شد. شهرت مسجد عقبه و سایر مکان‌های مذهبی قیروان، به توسعه و افزایش جمعیت آن کمک کرد. دانشگاهی که دانشجویان آن در مسجد، درس می‌خواندند، مرکزی برای آموزش علوم اسلامی و طبیعی بود. با زوال شهر قیروان، مرکز مطالعات فکری به دانشگاه زیتونه در شهر تونس منتقل شد.

## موقعیت مکانی

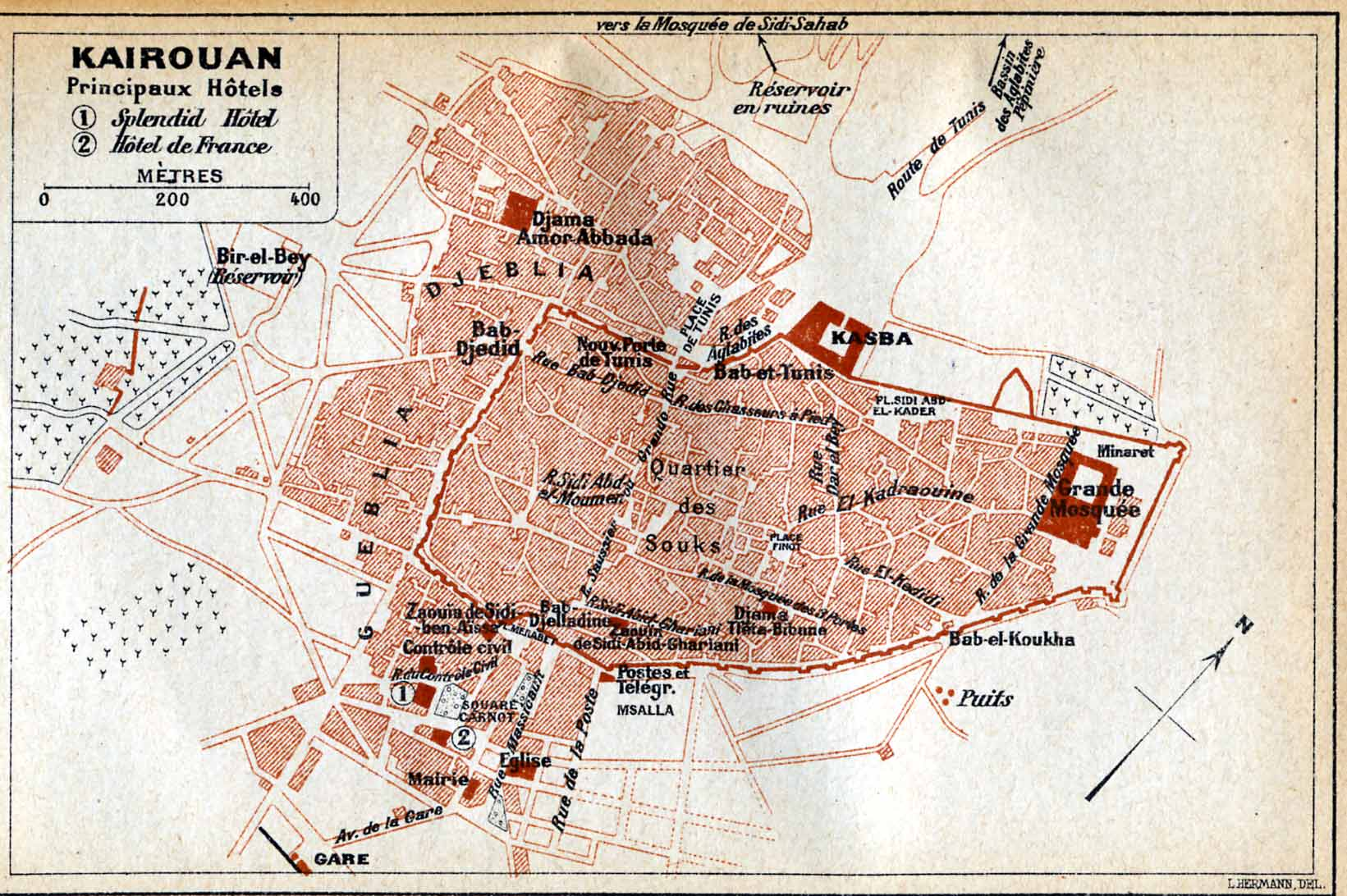
نقشهٔ قیروان (۱۹۱۶) نشان دهندهٔ مسجد جامع در گوشهٔ شمال شرقی شهر

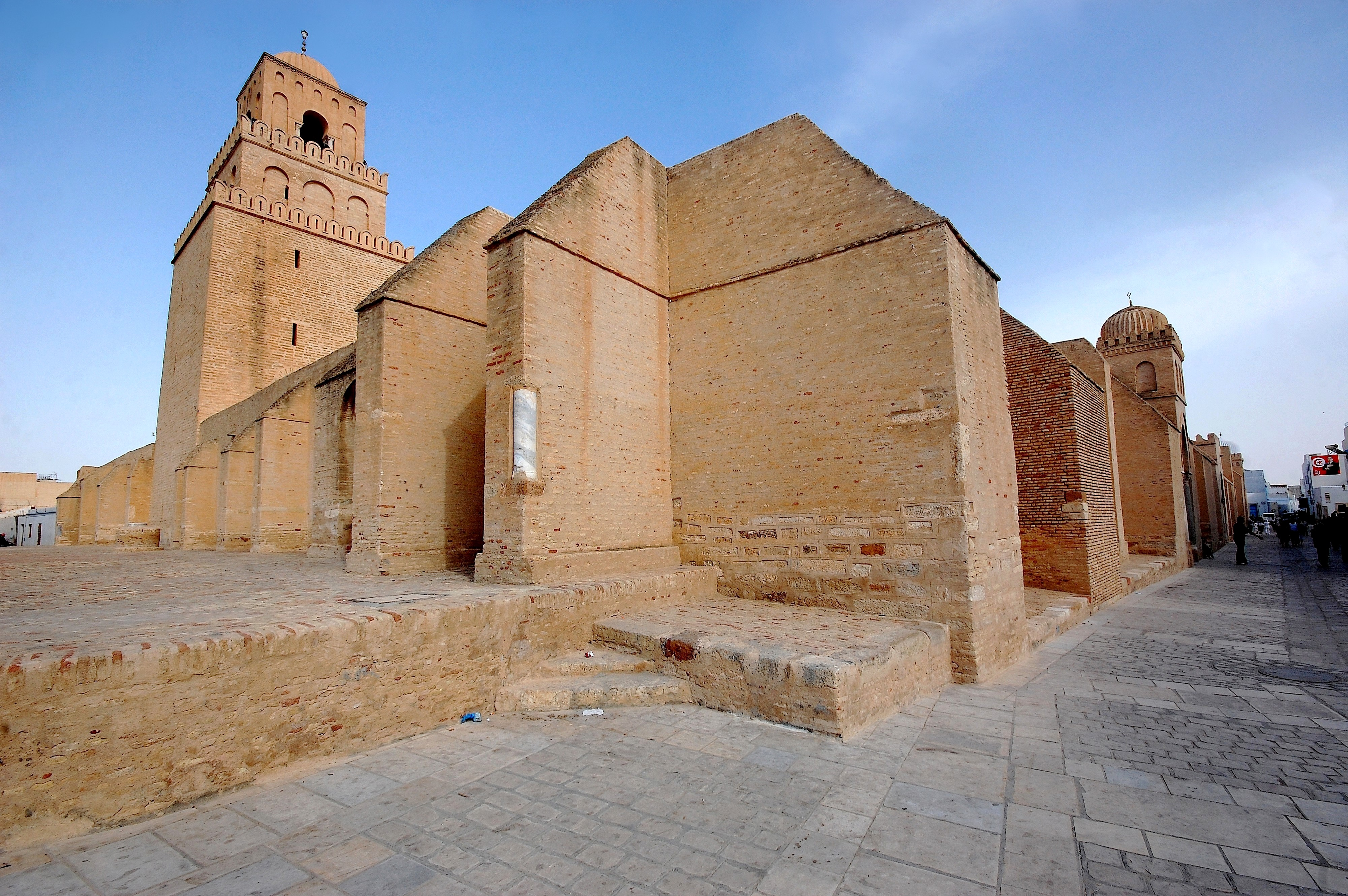
بخش بیرونی دارای پایه‌های فراوان. این تصویر، گوشهٔ شمال غربی را نشان می‌دهد.

مسجد در منطقهٔ داخلی حومة الجامی در شمال شرق شهر قیروان قرار دارد. این مکان، قلب بافت شهری شهر تأسیس شده توسط عقبه بن نافع است؛ ولی به دلیل طبیعت ویژهٔ این سرزمین که در معرض شاخه‌هایی از وادی بود، توسعهٔ شهری به سمت جنوب شهر انجام شد. سپس تحولات قیروان باعث هجوم بنی‌هلال در ۴۴۹ قمری شد که نتیجهٔ آن، زوال شهر بود.
ساختمان به صورت یک چهارضلعی نامنظم بزرگ است. طول شرقی ۱۲۷٫۶ متر و طول غربی ۱۲۵٫۲ متر است. عرض دو سوی شمالی (که گلدسته در میانهٔ آن قرار دارد) و جنوبی آن نیز ۷۲٫۷ متر و ۷۸ متر است. مساحت کل مسجد، ۹ هزار مترمربع است.
ساختمان مسجد، از بیرون به صورت یک دژ دیده می‌شود. دیوارهای مسجد با بلندای ۱٫۹۰ متر از سنگ‌های پرداخت شده و روی آن‌ها ردیفی از سنگ لاشه و ردیفی از آجر ساخته شده‌اند، برج‌های مربعی به بلندای ۴٫۲۵ متر در هر ضلع بنا شده‌اند و پایه‌های توپر و برجسته برای حمایت دیوارها کاربرد دارند. علاوه بر نقش دفاعی، پایه‌ها و برج‌ها در پایدارسازی بنا روی خاک نرم تأثیر دارند.

## تاریخچه

### تکامل

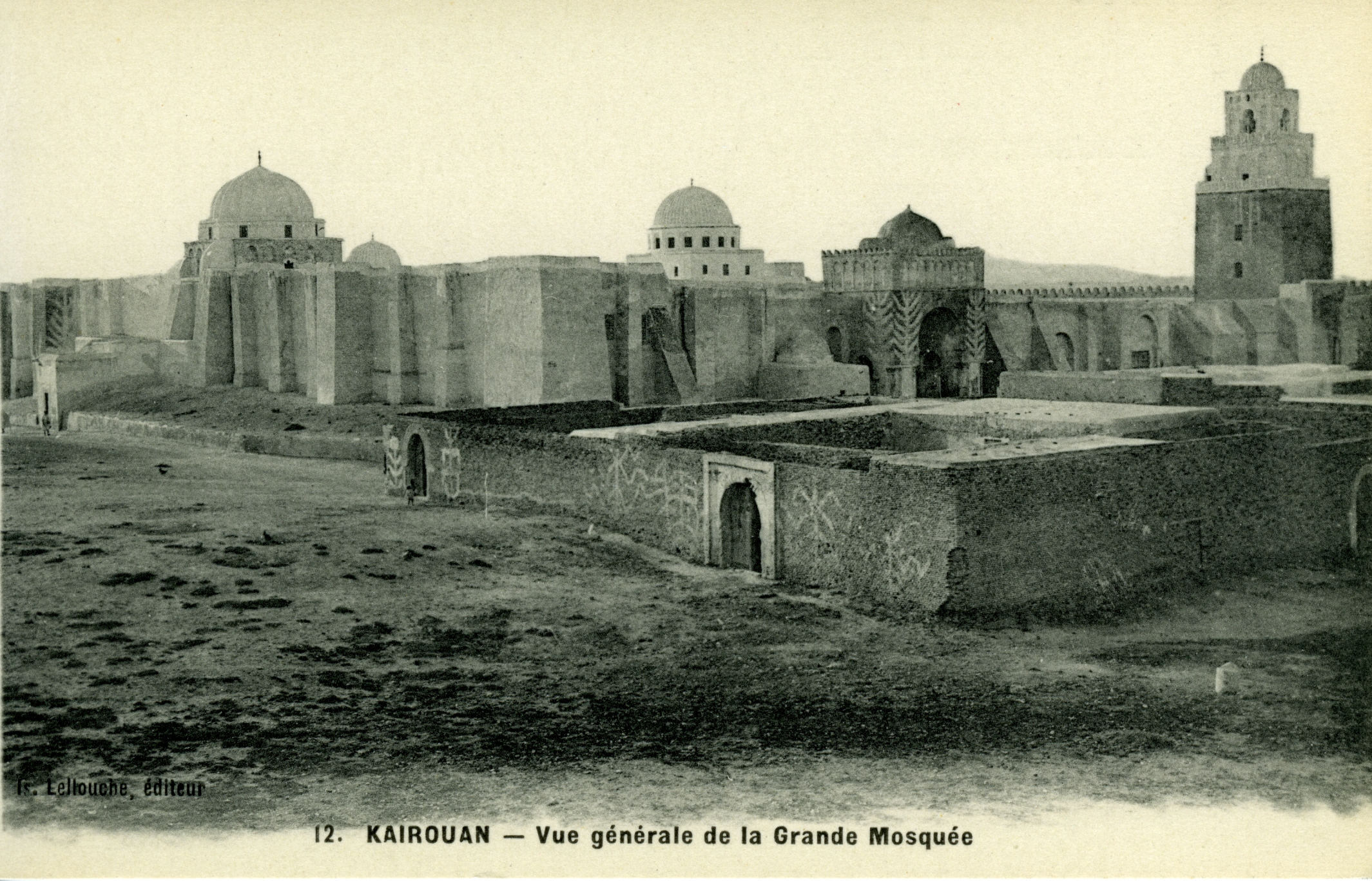
نمای مسجد جامع قیروان در ابتدای سدهٔ بیستم میلادی

در زمان تأسیس قیروان در ۵۰ قمری (۶۷۰ میلادی)، عقبه بن نافع فرماندهٔ عرب مکان مسجد را در مرکز شهر، نزدیک به امارت حکومتی برگزید. در حدود ۶۹۰ میلادی، بربرها پس از تصرف شهر، مسجد را تخریب کردند. سپس مسجد در سال ۷۰۳ توسط حسن بن نعمان غسانی بازسازی شد. با افزایش تدریجی جمعیت قیروان و افزایش تعداد نمازگزاران، هشام بن عبدالملک اموی، به فرماندار خود، بشر بن صفوان دستور داد که شهر را توسعه دهد که شامل نوسازی و توسعهٔ مسجد در حدود سال‌های ۷۲۴ تا ۷۲۸ نیز بود. در این فرایند توسعه، همهٔ مسجد را به جز محراب بازسازی کرد. ساخت گلدسته نیز زیر نظر او آغاز شد. یک دورهٔ دیگر بازسازی در سال ۷۷۴ شامل تغییرات و تزئیناتی در مسجد، زیر نظر یزید بن حاتم فرماندار عباسی انجام شد.
در زمان فرمانروایان اغلبی، قیروان در دوران اوج خود بود و مسجد، از این دورهٔ ثبات و رفاه سود می‌برد. در ۸۳۶، زیادت‌الله دوباره مسجد را بازسازی کرد. ظاهری که اکنون از مسجد دیده می‌شود، در این زمان شکل گرفت. هم‌چنین کنبد آجدار محراب برافراخته شد. ابوالابراهیم در حدود ۸۶۲، مسجد را با افزودن ۳ دهانه به سمت شمال توسعه داد و گنبدی روی رواق طاق‌دار پیش از نمازخانه افزود. ابراهیم دوم در ۸۷۵، سه دهانهٔ دیگر ساخت که باعث کوچک شدن صحن مسجد شد.
وضعیت کنونی مسجد را می‌توان تا دورهٔ اغلبیان ردیابی کرد. هیچ عنصری به جز محراب، قدیمی‌تر از سدهٔ نهم میلادی نیست. پس از اغلبیان، ترمیم‌های جزئی در ۱۰۲۵ توسط زیریان، در ۱۲۴۸ و ۱۲۹۳ توسط حفصیان، در ۱۶۱۸ توسط مرادیان و در اواخر سدهٔ نوزدهم و اوایل سدهٔ بیستم انجام شد. در ۱۹۶۷ فعالیت‌های ترمیمی عمده‌ای زیر نظر مؤسسه ملی باستان‌شناسی و هنر آغاز شد که پنج سال به طول انجامید و مسجد در روز میلاد پیامبر در سال ۱۹۷۲ بازگشایی رسمی شد.

## نگارخانه

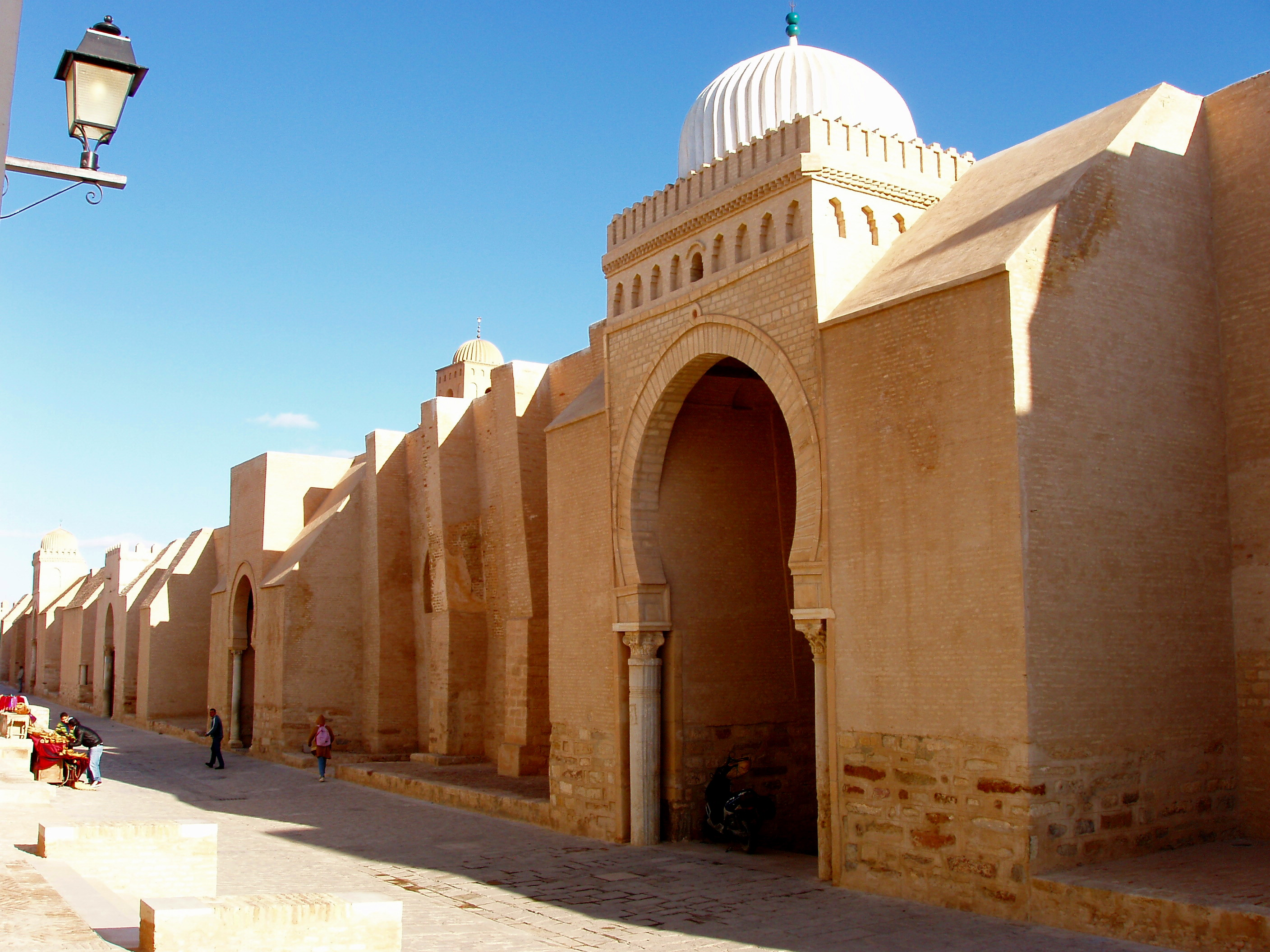
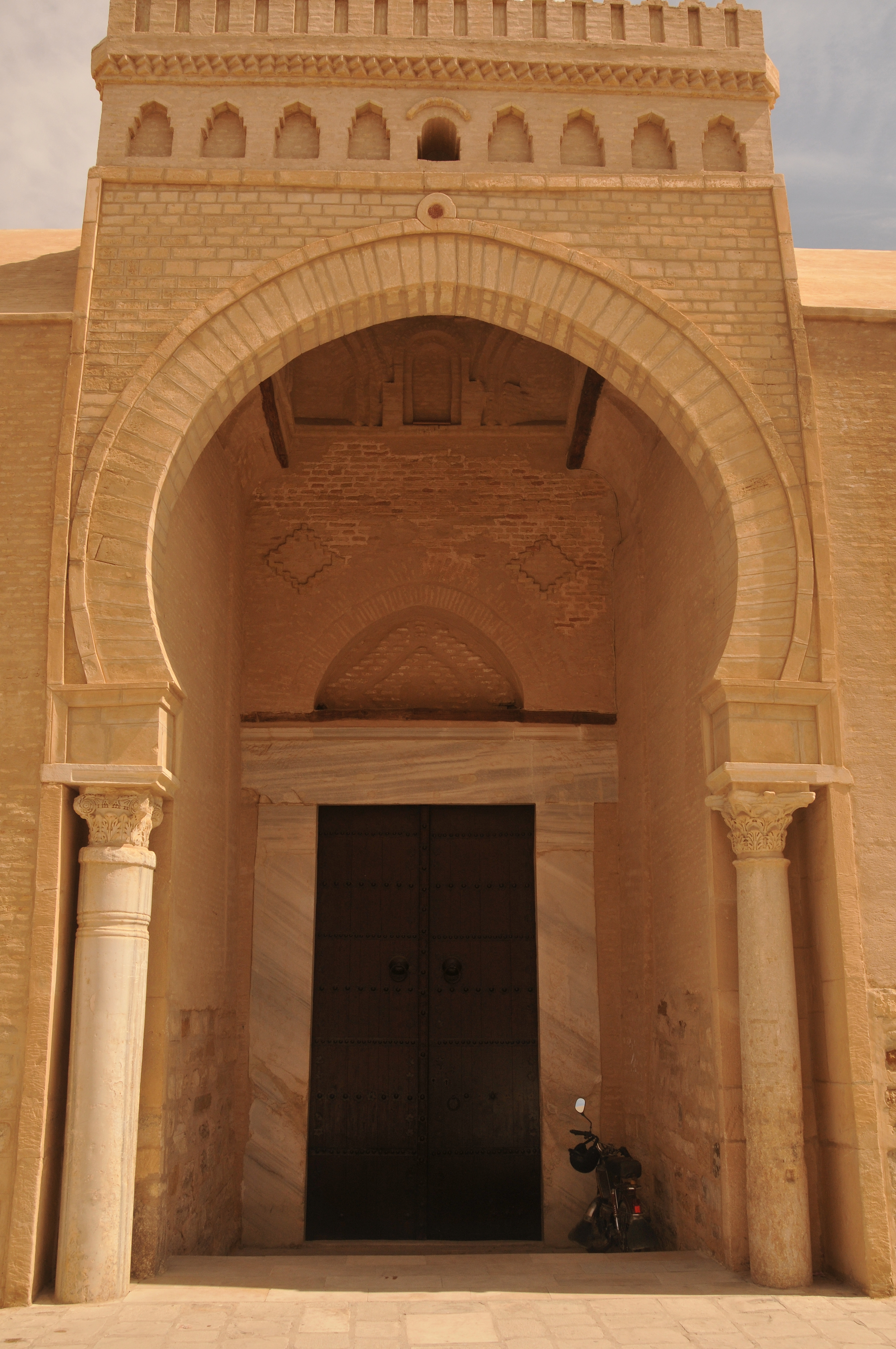
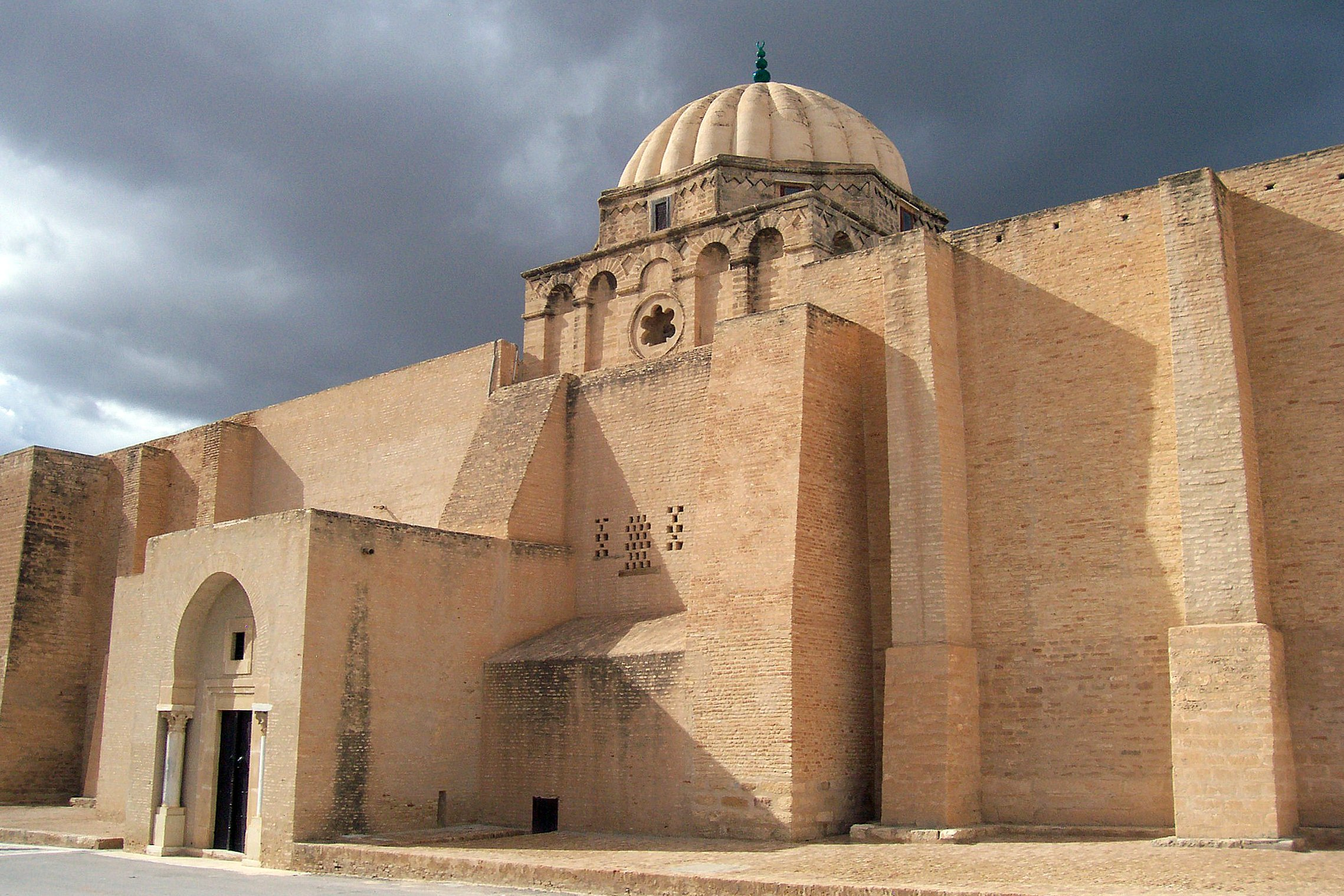
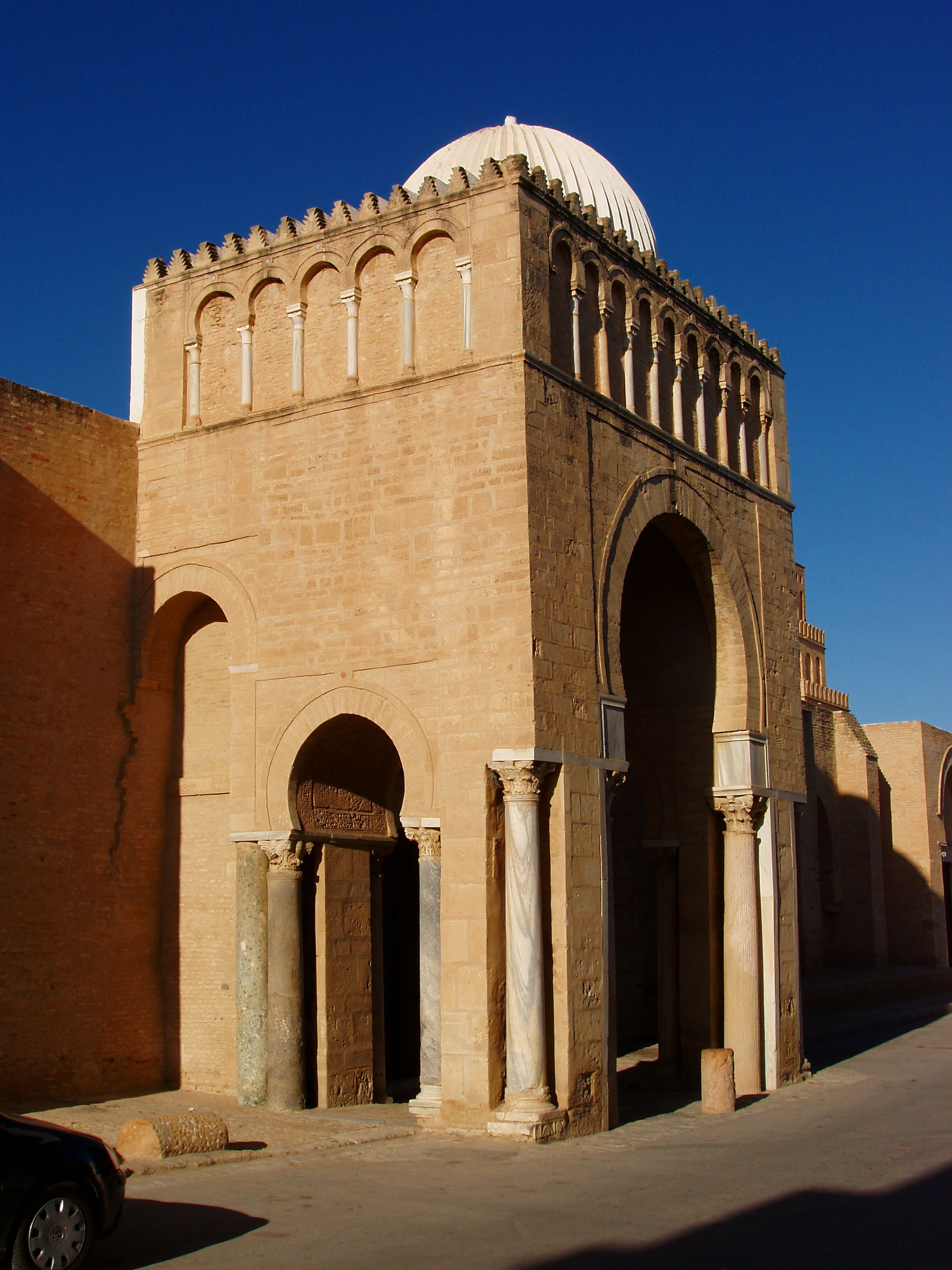
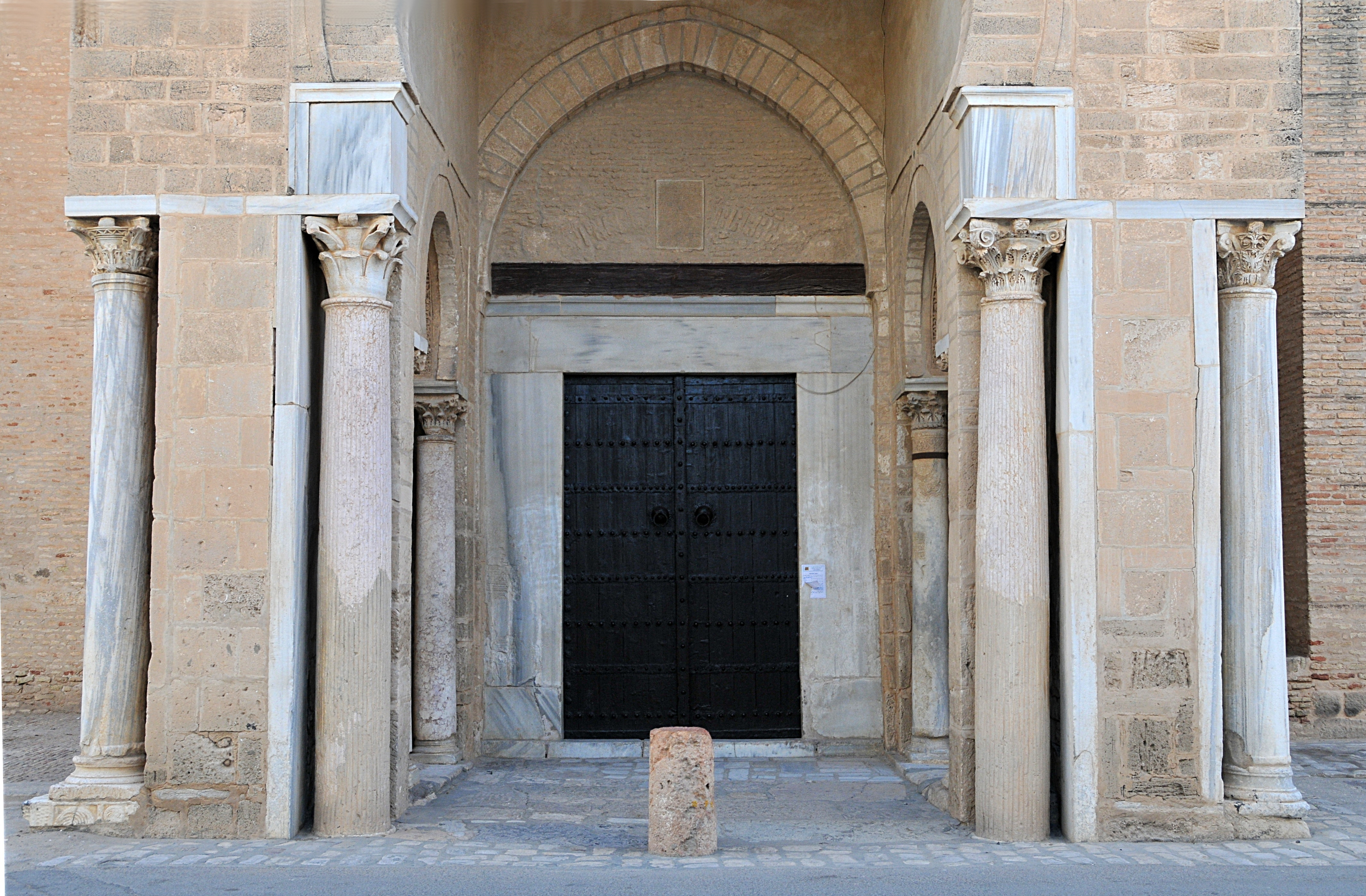
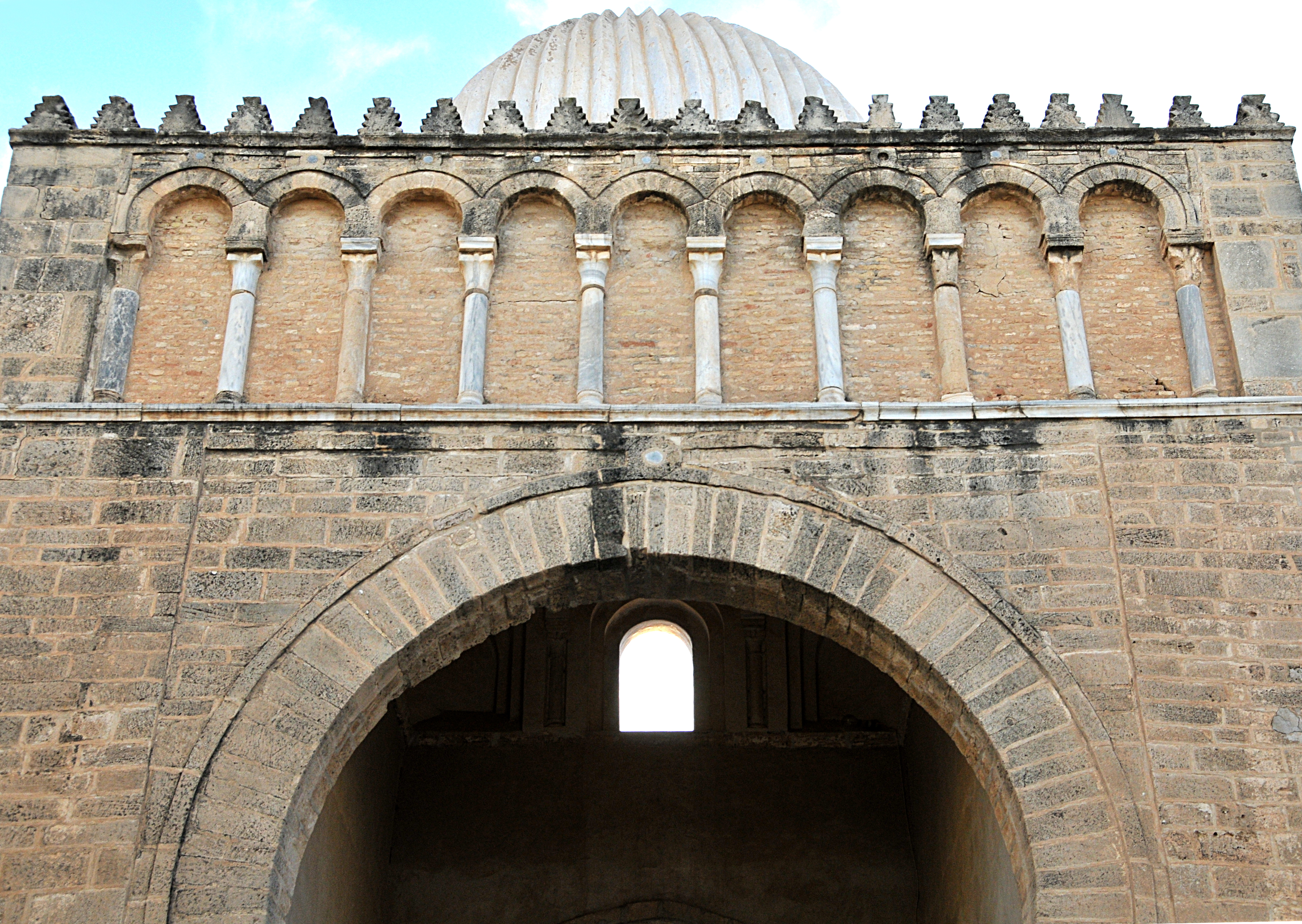